# Fusca de Rávena
Fusca fue una niña romana que fue martirizada alrededor del año 250 en Rávena, durante las persecuciones de Decio, siendo asesinada junto a ella su nodriza Maura. Ambas son veneradas como santas por la Iglesia Católica.Su festividad se celebra el 13 de febrero.

## Vida
No existe información certera sobre su vida, salvo la información no verificable que aparece en los martirologios de finales de la Edad Media. La hagiografía de Santa Fusca aparece en diferentes versiones en diversos códices medievales. Entre ellas, destaca por su amplitud la contenida en el Codex Carthusiae Coloniensis. Su padre era un noble de Rávena. Fue criada por Maura, la esclava de la familia, siendo ambas bautizados por el sacerdote Ermolar. Al enterarse del bautismo, fue castigada por su padre, quién la encerró en una habitación durante tres días comer. Después intentó varias veces convencerla de que renunciara al cristianismo, pero Fosca se mantuvo firme en su decisión. Finalmente las denunció ante el juez local, como ambos se negaron a renunciar a su fe, fueron torturadas y finalmente asesinadas con una espada en el costado, el 13 de febrero el 13 de febrero de 250. Se dice que Fusca solo tenía 15 años en el momento de su martirio.

## Veneración
Su tumba se convirtió en un lugar de peregrinación poco después de su muerte. Durante las invasiones bárbaras en Italia, su cuerpo fue escondido en la isla de Torcello, cerca de Venecia. Se erigió una iglesia en el lugar de su entierro en el siglo XII. Actualmente sus restos mortales se encuentran en el crucero derecho de la Iglesia de Santa Maria de Lourdes en Milán.
Hay cuatro iglesias dedicadas a ella en Istria. En Croacia, se la conoce y venera con el nombre de Foška.
La presencia de una pintura de columna de la santa en la Iglesia de la Natividad, en Belén, ha provocado interés académico.